# ابراهیم الشنیحی
ابراهیم الشنیحی (انگلیسی: Ibrahim Chenihi؛ زادهٔ ۲۴ ژانویهٔ ۱۹۹۰) بازیکن فوتبال اهل الجزایر است.
از باشگاه‌هایی که در آن بازی کرده‌است می‌توان به باشگاه فوتبال آفریقایی اشاره کرد.
وی همچنین در تیم ملی فوتبال الجزایر بازی کرده‌است.